# Le Roc Rôti
Le Roc Rôti (auch Rocher du Roc Rôti genannt – deutsch „Bratenfels“) von Saint-Saury liegt zwischen Roumégoux und Sousceyrac unmittelbar nördlich der D 20 im Département Cantal in der Auvergne in Frankreich.
Le Roc Rôti besteht aus zwei eng benachbarten massiven Felsen eines Aufschlusses, die im oberen Bereich Ritzungen oder Abwitterungsmarken zeigen und durch ein metallenes Kreuz christianisiert wurden.
Ein Schild beschreibt den bizarren Felsturm als „Monument Mégalithe de la Préhistoire, Typ Menhir“. Eine Postkarte von 1907 mit dem Titel „Le Roc Rôti avec les reste d‘enceinte druidique près St Saury Cantal“ spricht von einer Druideneinhegung.
Eine Legende berichtet, dass in der Zeit der Gallier ein Eremit in der Nähe lebte, der auf den Steinen Tieropfer darbrachte, woher der Name stammen könnte.